# Malcolm McLaren
Malcolm McLaren, właśc. Malcolm Robert Andrew Edwards (ur. 22 stycznia 1946 w Londynie, zm. 8 kwietnia 2010 w Bellinzonie w Szwajcarii) – brytyjski impresario, publicysta, projektant mody i muzyk szkocko-żydowskiego pochodzenia, promotor punk rocka i menedżer zespołu Sex Pistols.

## Życiorys
Urodził się w Londynie jako syn Petera McLarena, inżyniera ze Szkocji, i Emily Isaacs. Gdy miał dwa lata, jego ojciec wyjechał. Wraz z bratem Stuartem był wychowywany głównie przez Rose Corre Isaacs, babcię ze strony matki, bogatą córkę hiszpańsko-portugalskich Żydów sprzedawców diamentów w Stoke Newington. Uczęszczał do szkół artystycznych. Uczył się między innymi w Chiswick Polytechnic, Croydon College of Art, St. Martin’s College of Art i Harrow Art College. Porzucił edukację w 1971 roku.
Pod koniec lat 60. włączył się w działania międzynarodowego ruchu sytuacjonistów, skupiającego głównie artystów, architektów i radykalnych działaczy studenckich z Francji, Holandii, Belgii, Danii i Włoch. Ich działania od strony ideologicznej opierały się na połączeniu neomarksizmu z anarchizmem, natomiast artystycznie nawiązywali do dadaizmu i surrealizmu. W 1968 roku próbował, bez powodzenia, dostać się do Paryża i wziąć udział w wydarzeniach majowych. Później zaadaptował idee sytuacjonistów do promocji muzyki.
W 1965 związał się z projektantką mody Vivienne Westwood. Mieli syna Josepha Ferdinanda Corré (ur. 30 listopada 1966). W październiku 1971 roku w Londynie na 430 King’s Road otworzyli sklep „Let It Rock”, później znany różnie jako „Sex”, „Too Fast To Live Too Young To Die” i „Seditionaries”. Razem zrewolucjonizowali modę. Początkowo sklep oferował przede wszystkim ubrania w stylu subkultury „Teddy boys”, równolegle Westwood i McLaren projektowali kostiumy teatralne oraz filmowe. W projektach ubrań McLaren i Westwood wykorzystali punkowy styl. Westwood otworzyła cztery sklepy w Londynie, które ostatecznie rozwijały się w Wielkiej Brytanii i na świecie, sprzedając coraz bardziej różnorodny asortyment towarów.
W roku 1974 McLaren poleciał do Nowego Jorku, gdzie po raz pierwszy zobaczył protopunkowy zespół New York Dolls. Wtedy doszedł do wniosku, że zostanie menedżerem grupy. Formacja nie odniosła jednak sukcesu i wkrótce zakończyła działalność. McLaren wrócił do Londynu w 1975 r. i postanowił zmienić profil sklepu – w ofercie pojawiły się stroje dla fetyszystów, sadomasochistów i koszulki z pornograficznymi nadrukami. W projektach ubrań McLaren i Westwood wykorzystali punkowy styl, który artysta zobaczył w Nowym Jorku. Zmieniła się także nazwa sklepu, z Let It Rock na Sex.
W 1975 podjął się opieki menedżerskiej nad zespołem The Strand, z którego później powstała grupa Sex Pistols. Ten zespół zrewolucjonizował muzykę rockową i był jedną z najważniejszych formacji w historii. Stanowił całkowite zaprzeczenie tradycyjnego społeczeństwa brytyjskiego. Grupa była wyrzucana z kolejnych wytwórni płytowych i wywoływała ogólne zgorszenie. Po kilku latach doszło do konfliktu między członkami Sex Pistols a McLarenem, który ostatecznie zakończył się w sądzie i McLaren musiał zrzec się praw do nazwy ‘Sex Pistols’.
Po rozwiązaniu Sex Pistols McLaren został menedżerem formacji Adam and the Ants z Adamem Antem. Później na bazie tej grupy założył formację Bow Wow Wow. W 1983 wydał album „Duck Rock”, na którym połączył wpływy muzyki afrykańskiej, amerykańskiej i hip-hopu. Dwa single z tej płyty, „Buffalo Gals” i „Double Dutch”, stały się przebojami po obu stronach Atlantyku. McLaren wydał jeszcze kilka albumów, w tym Fans (1985), ale żaden nie powtórzył już sukcesu.
W kolejnych latach McLaren nadal prowadził bogatą działalność artystyczną – między innymi angażował się w produkcje filmowe i telewizyjne, a w roku 1993 nagrał płytę „Paris”, na której znalazł się utwór „Paris, Paris” – duet z francuską gwiazdą kina Catherine Deneuve. Cztery lata później założył zespół Jungk, w którym występowały trzy azjatyckie wokalistki, jednak grupa nie odniosła sukcesu.
McLaren spotkał się z Koreanką Young Kim na imprezie w Paryżu. Była jego dziewczyną przez ostatnie 12 lat jego życia. W 2002 roku zamieszkała z nim, mieszkali razem w Paryżu i Nowym Jorku. Zmarł 8 kwietnia 2010 w Szwajcarii, po kilkuletniej walce z nowotworem złośliwym zwanym międzybłoniakiem opłucnej.

## Dyskografia
Albumy
| Rok  | Tytuł                                                                       | Certyfikat         |
| ---- | --------------------------------------------------------------------------- | ------------------ |
| 1983 | Duck Rock                                                                   |                    |
| 1984 | D'ya Like Scratchin' (EP)                                                   |                    |
| 1984 | Madam Butterfly                                                             |                    |
| 1985 | Fans                                                                        |                    |
| 1985 | Swamp Thing                                                                 |                    |
| 1989 | Waltz Darling                                                               |                    |
| 1990 | Round the Outside, Round the Outside (z The World Famous Supreme Team Show) |                    |
| 1994 | Paris                                                                       | - POL: złota płyta |
| 1999 | Buffalo Gals Back to Skool                                                  |                    |
| 2005 | Tranquilize                                                                 |                    |
| 2009 | Shallow – Musical Paintings                                                 |                    |

Single
| 1983                           | Buffalo Gals            | 33 | –  |
| 1983                           | Double Dutch            | 47 | 28 |
| 1989                           | Deep in Vogue           | 1  | –  |
| 1989                           | Waltz Darling           | 43 | –  |
| 1994                           | Paris Paris             |    | 10 |
| 1995                           | Je t’aime… moi non plus | –  | 36 |
| „–” pozycja nie była notowana. |                         |    |    |